# Timurider
Timuriderna eller Timuriddynastin (persiska:  گورکانیان, Gūrkāniyān)  var en turk-mongolisk dynasti med rötter i Centralasien. Dynastin grundades av turk-mongolen Timur Lenk. Riket, när det var som störst, inkluderade dagens Centralasien, Iran, Irak, Afghanistan, södra Ryssland, Pakistan, Syrien, Turkiet och delar av Indiska kontinenten.
Timuriddynastin grundades ur det mongoliska Tjagatajkhanatet som erövrats av Djingis khan på 1200-talet.och bildades 1370 då ett antal områden som erövrats av Timur Lenk slogs samman till ett imperium som kom att sträcka sig från dagens Turkiet till Indien.
Timur Lenk gjorde Samarkand till huvudstad. Samarkand växte sedan med hjälp av hantverkare från de erövrade rikena. Staden växte till ungefär 150 000 invånare och blev ett centrum för Transoxanien. Han tog även hem konstnärer och andra kulturbegåvningar till riket vilket gjorde dynastin till en av de mest framstående inom islamisk konst, litteratur, arkitektur och kultur.
Efter Timur Lenks död styrdes riket från Herat.

## Erövringar
Timur Lenk, som hade Djingis khan som förebild, och var en extremt aggressiv ledare började 1363 att erövra Transoxanien. Samarkand erövrades 1366 och Balkh 1369, och 1370 var Timur Lenk erkänd ledare över regionerna och dynastin bildades.
1380 gjordes en stor kampanj väster ut och vidare in i Persien och erövrade Esfahan 1387 och Shiraz 1393. 1389 anfölls Herat i dagens Afghanistan.
Timur Lenk segrade även 1394–1395 i strider mot Gyllene horden vilket säkrade dynastins fäste i Kaukasus.
Timur gick in i territorier kring Pakistan där Multan och Dipalpur underkuvades 1398 och vidare till Indien där han i två månader plundrade och totalförstörde Delhi.
Han angrep Syrien där hans mamluker fick hjälp från elefanter från Indien att erövra Aleppo, Damaskus och östra Anatolien 1400–1401. År 1401 besegrades Bagdad, och 1402 besegrades Osmanska riket i Ankara där dess sultan Beyazit I blev tillfångatagen.
Efter segern mot det Osmanska riket drog sig Timur Lenk tillbaka till Samarkand för att planera den erövring som saknades för att kunna mäta sig med Djingis khan; nämligen att erövra Kina. Timur Lenk avled 1405 under sin resa mot Kina.

## Dynastin fall
Efter Timur Lenks död 1405 efterträddes han av sin son Shahrukh (r. 1405–47) som han tidigare gjort till guvernör. Shahrukh hade svårt att hålla ihop landet, vilket gjorde att riket föll sönder och de erövrade territorierna blev mer och mer självständiga. Landets olika delar styrdes av en hel rad av Timur Lenks ättlingar som hade svårt att hålla ihop. Landområden absorberades av safaviderna och uzbekerna. 1507 hade imperiet förlorat både Samarkand och Herat, och dynastin hade i allt väsentligt fallit och 1526 tillhörde området Mogulriket.

## Galleri

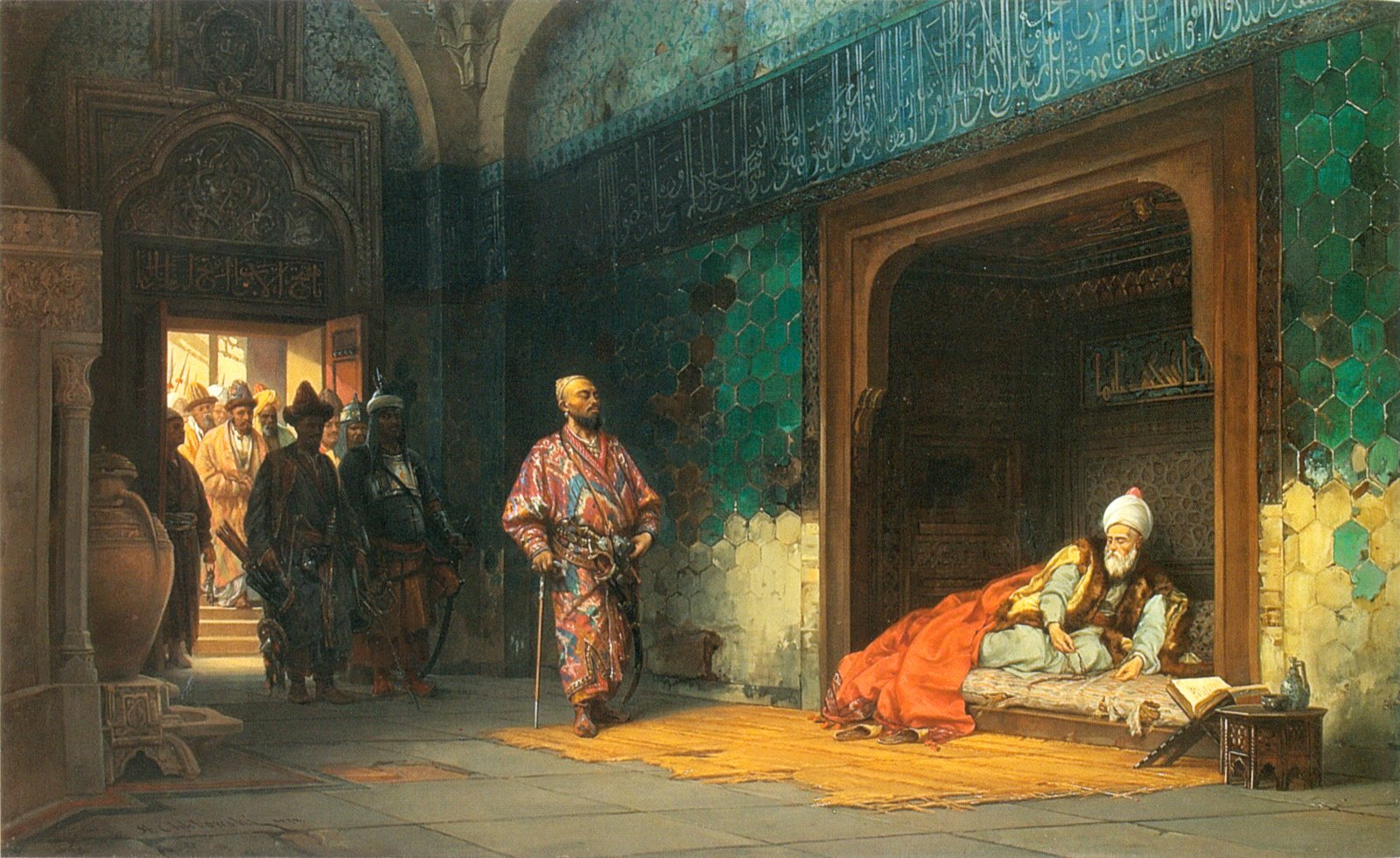
Osmanska rikets sultan Beyazit I i fångenskap av Timur Lenk.
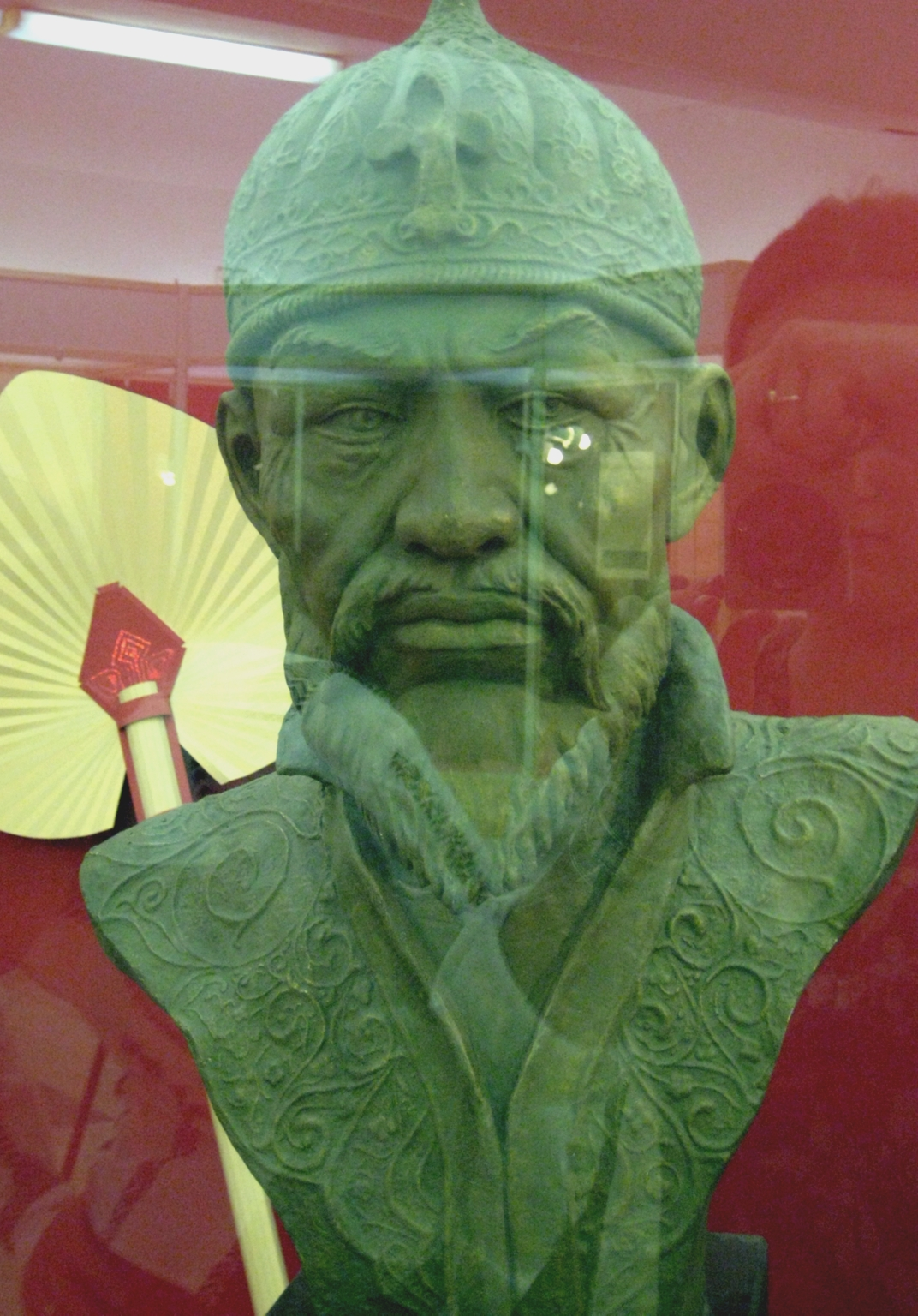
En byst av Timur Lenk gjord av M.Gerasimov. 1941.
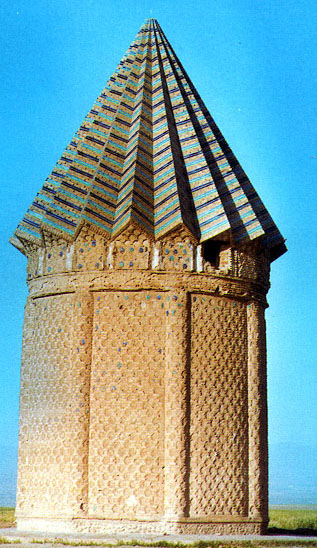
Ett typiskt exempel på arkitektur från Timuriddynastin.
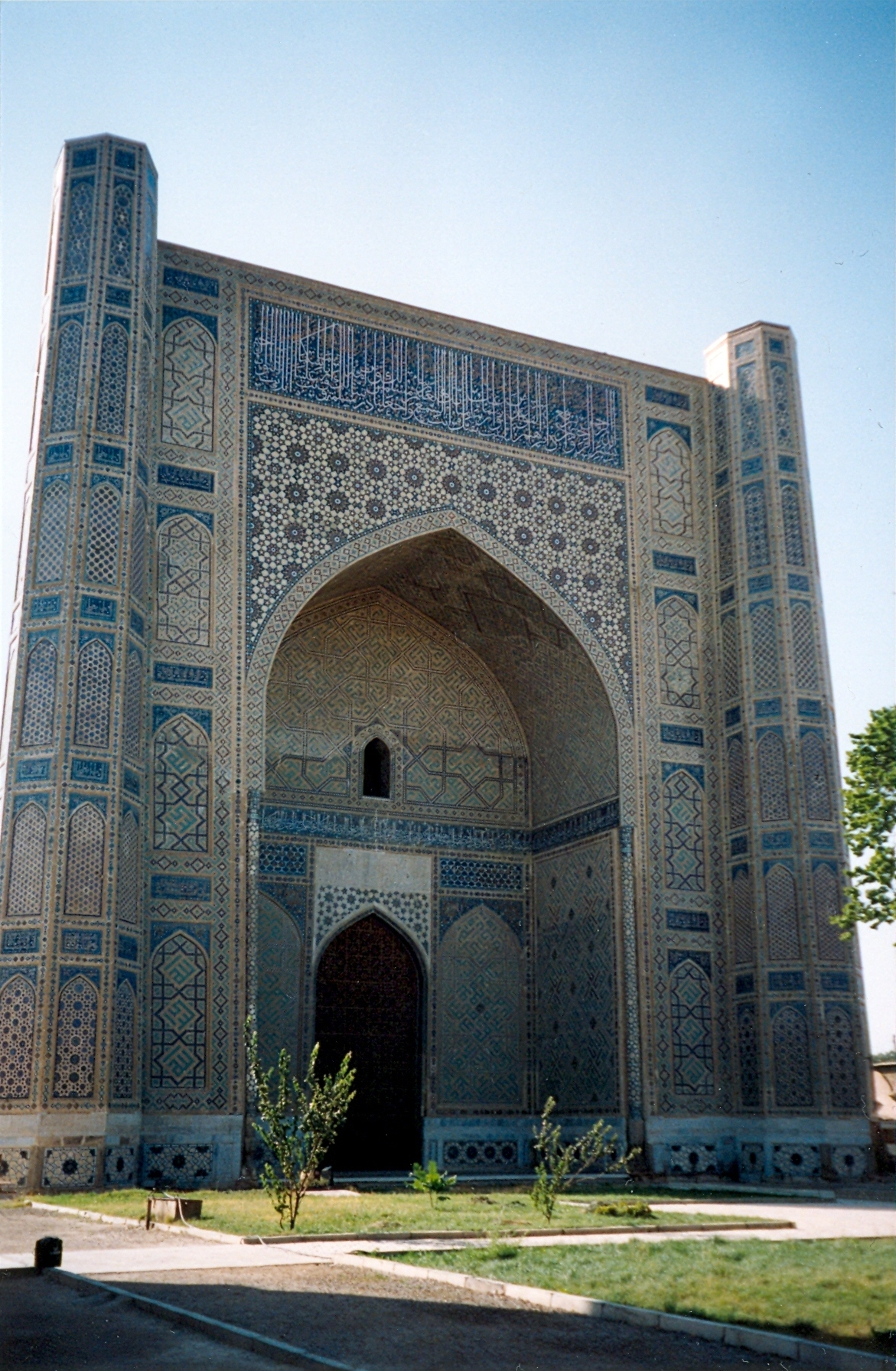
Bibi-Khanymmoskén i Samarkand uppförd av Timur Lenk.